# Vogelleven in Nederland

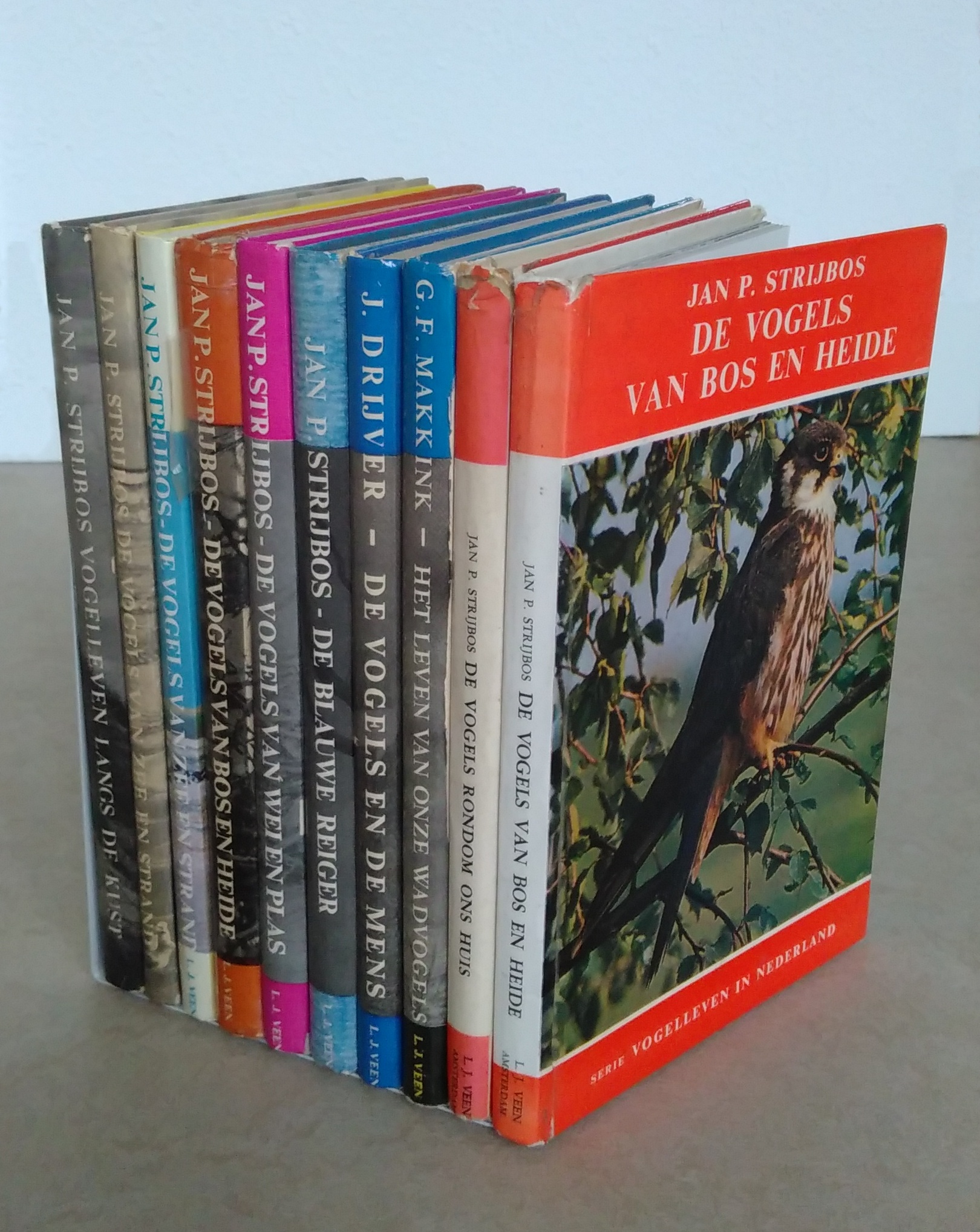
Verschillende boeken uit de serie Vogelleven in Nederland

De serie Vogelleven in Nederland is een boekenreeks die werd geschreven door Jan P. Strijbos, J. Drijver, A.B. Wigman en G.F. Makkink. Het eerste deeltje in de reeks verscheen bij uitgeverij L.J. Veen in 1958. Het laatste werd uitgegeven in 1968.
Verschillende delen werden enkele malen herdrukt. Van deel 3 (Jan P. Strijbos - De vogels rondom ons huis) verschenen in totaal zeven drukken.

## Verschenen delen
In de serie "Vogelleven in Nederland" verschenen de volgende delen:
1. Strijbos, Jan P. – Vogelleven langs de kust
De eerste druk verscheen onder de titel Vogels van strand en duin in de serie "Wat leeft en groeit" bij uitgeverij Het Spectrum te Utrecht in 1939 (155 pagina's; illustraties Gerard Huysser, foto's Jan P. Strijbos). In 1958 verscheen een heruitgave bij L.J. Veen (171 pagina's, 51 nieuwe foto's van Strijbos). Deze heruitgave werd achteraf, met terugwerkende kracht als eerste deel van de reeks "Vogelleven in Nederland" aangemerkt.
2. Strijbos, Jan P. – De vogels van zee en strand
Van dit deel verscheen de eerste druk in 1938 bij Bosch & Keuning in de Libellen-serie (no. 352-353). In 1958 verscheen een herdruk bij L.J. Veen (128 pagina's, 20 pentekeningen en 53 foto's van Strijbos en anderen). In 1962 werd het uitgegeven als deel 2 van "Vogelleven in Nederland". Vierde druk, onder de titel De vogels van zee en strand, wad- slikken en schorren: 1963 (met 34 pentekeningen en 58 foto's van Strijbos en anderen).
3. Strijbos, Jan P. – De vogels rondom ons huis
De eerste druk verscheen in 1937 bij uitg.  Bosch & Keuning, Baarn; Tweede druk 1938; derde druk 1950; vierde druk 1955.  De vijfde druk verscheen in 1959 in de reeks "Vogelleven in Nederland". Zesde druk 1964 (144 pagina's, 95 pentekeningen en 48 foto's van Strijbos en anderen); zevende druk 1968.
4. Strijbos, Jan P. – De vogels van bos en heide
Eerste druk, 1960 (met 116 pentekeningen en 69 foto's van Strijbos e.a.). Tweede druk: 1966.
5. Strijbos, Jan P. – De vogels van wei en plas
Eerste druk 1961 (OCLC 930782051); tweede druk 1962 (OCLC 63412051).
6. Drijver, J. – De vogels en de mens
Voor het eerst uitgegeven onder de titel Vogels en vogelbescherming in 1926 bij de Wereldbibliotheek. De tweede "geheel omgewerkte druk" verscheen in 1960 in de reeks "Vogelleven in Nederland" (168 pags., 53 foto's).
7. Wigman, A.B. – Gevederde vrijbuiters: Nederlandse roofvogels in hun omgeving
De eerste druk verscheen in 1937; De tweede druk, in de serie "Vogelleven in Nederland": 1961.
8. Strijbos, Jan P. – De blauwe reiger
Van De blauwe reiger verscheen de eerste druk in 1935 bij L.J. Veen,  onder de titel De blauwe reiger, gezien uit  de schuilhut (met 60 foto's van W.J.H. Stam en Jan P. Strijbos). In 1962 werd dit boek herdrukt in de serie "Vogelleven in Nederland" (met een nieuwe inleiding, getiteld "Een terugblik").
9. Drijver, J. – Vogeltrek en trekvogels (1963)
10. Makkink, G.F. – Het leven van onze wadvogels
eerder verschenen als Vogels van wadden en riviermonden. Utrecht : Het Spectrum, [1944] in de serie "Wat leeft en groeit", deel 7 (OCLC 781864617). Uitgave in de serie "Vogelleven in Nederland" 1963: OCLC 17617671.